# Witch (együttes)
A Witch amerikai stoner metal zenekar, amely 2005-ben alakult, J Mascis, King Tuff és Ty Segall projektjeként. Dave Sweetapple basszusgitáros 2024 augusztusában elhunyt.

## Tagok
- Kyle Thomas – ének, gitár
- Graham Clise – gitár
- J Mascis – dob

## Diszkográfia

### Stúdióalbumok
- 2006 – Witch – Tee Pee Records
- 2008 – Paralyzed – Tee Pee Records

### Kislemezek
- 2006 – "Soul of Fire"/"Rip Van Winkle (Demo)" 7-inch – Tee Pee Records
- 2008 – Witch/Earthless split 7-inch – Volcom Entertainment Vinyl Club

### DVD-k
- 2007 – Local Band Nitemare – Blueberry Honey/Tee Pee Records

### Koncertlemezek
- 2012 - Die Fehl-Ritzhausen Kassette - Who Can You Trust? (csak kazettán jelent meg és 200 példány kelt el belőle)